# Abwicklung (Schach)
Eine Abwicklung im Schach ist ein herbeigeführter forcierter Abtausch von Spielsteinen (oder selten eine Umwandlung von Bauern). Der diese Vereinfachung erzwingende Spieler verfolgt das Ziel, eine für den angestrebten Spielausgang einfacher zu spielende Stellung zu erreichen. Diese Vereinfachung ist nicht nur durch die reduzierte Anzahl der Steine auf dem Brett gekennzeichnet. Häufig ist in der neu entstandenen Stellung der Weg zum Spielziel (Matt, Gewinn, Remis …) dem abwickelnden Spieler (zum Beispiel durch Endspielkenntnisse) bekannt und erfordert von ihm deshalb keine weiteren Untersuchungen. Vorteilhafte Abwicklungen werden als Kombination bezeichnet.
Beispiele:
- Abwicklung in ein theoretisches Remis im Läuferendspiel
- Abwicklung zum Patt
- Abwicklung eines Bauernendspiels in ein gewonnenes Damenendspiel